# René Ferrier
René Ferrier (Thionne, 7 dicembre 1936 – Saint-Étienne, 15 settembre 1998) è stato un calciatore francese, di ruolo centrocampista.

## Carriera
Con il Saint-Étienne vinse per due volte il campionato francese (1957, 1964) e per una volta la Coppa di Francia (1962).

## Palmarès

### Club

#### Competizioni nazionali
- Campionato francese: 2

Saint-Etienne: 1956-1957, 1963-1964
- Coppa di Francia: 1

Saint-Etienne: 1961-1962
- Supercoppa francese: 1

Saint-Etienne: 1957, 1962
- Ligue 2: 2

Saint-Etienne: 1962-1963
Bastia: 1967-1968